# Holiday Lakes (Ohio)
Holiday Lakes es un lugar designado por el censo ubicado en el condado de Huron en el estado estadounidense de Ohio. En el Censo de 2010 tenía una población de 749 habitantes y una densidad poblacional de 138,83 personas por km².

## Geografía
Holiday Lakes se encuentra ubicado en las coordenadas 41°5′46″N 82°43′52″O / 41.09611, -82.73111. Según la Oficina del Censo de los Estados Unidos, Holiday Lakes tiene una superficie total de 5.39 km², de la cual 4.49 km² corresponden a tierra firme y (16.8%) 0.91 km² es agua.

## Demografía
Según el censo de 2010, había 749 personas residiendo en Holiday Lakes. La densidad de población era de 138,83 hab./km². De los 749 habitantes, Holiday Lakes estaba compuesto por el 97.33% blancos, el 0.67% eran afroamericanos, el 0% eran amerindios, el 0% eran asiáticos, el 0% eran isleños del Pacífico, el 1.07% eran de otras razas y el 0.93% pertenecían a dos o más razas. Del total de la población el 2.8% eran hispanos o latinos de cualquier raza.